# Torresitrachia crawfordi
Torresitrachia crawfordi é uma espécie de gastrópode  da família Camaenidae.
É endémica da Austrália.